# Tel Rechov
Tel Rechov (hebrejsky: תל רחוב, arabsky: Tal es-Sarem) je pahorek a sídelní tel o nadmořské výšce cca 130 metrů v severním Izraeli, v Bejtše'anském údolí.
Leží v zemědělsky intenzivně využívaném Bejtše'anské údolí, cca 4 kilometry jižně od města Bejt Še'an a necelý kilometr severovýchodně od vesnice Rechov. Má podobu výrazného odlesněného návrší, které vystupuje o cca 20 metrů z okolní krajiny. Na úpatí pahorku se nachází několik pramenů a to Ejn Rechov (עין רחוב), Ejn Merchav (עין מרחב) a Ejn Nešev (עין נשב). Na západ odtud se rozkládá areál umělých vodních nádrží, podél kterého vede dálnice číslo 90.
Pahorek má dlouhou sídelní tradici sahající do starověku, kdy se tu rozkládalo město Rechov (nezaměňovat s jinými stejně nazývanými lokalitami citovanými v Bibli, toto město není v Bibli zmiňováno, pouze v egyptských pramenech). V byzantském období tu stálo židovské sídlo nazývané v pramenech Rohob. Právě tato podoba byzantského názvu se jménem ze staroegyptských pramenů, a dále místní středověký název muslimské svatyně eš-Šejch er-Rihab na jižním úpatí vrchu, vedly vědce k ztotožnění starověkého Rechovu s tímto pahorkem. Zhruba 1 kilometr severozápadně od telu se do roku 1948 nacházela arabská vesnice Farwana, která rovněž navazovala na starověký Rechov. V květnu 1948, během Operace Gideon, v počáteční fázi války za nezávislost, byla dobyta izraelskými silami a místní arabské obyvatelstvo uprchlo do Jordánska. Zástavba ve Farwaně byla pak zničena. V jejím prostoru byla objevena stará synagoga.
Archeologické průzkumy na pahorku odhalily četné stopy osídlení z doby bronzové i železné. Roku 2007 tu byly objeveny i pozůstatky včelařství. Důkladný archeologický výzkum tu započal roku 1996, poté co skončily vykopávky na pahorku Tel Bejt Še'an. Vrcholová partie pahorku má plochu 5 hektarů, celková rozloha archeologického naleziště činí 10,2 hektaru. Pahorek má několik výškových úrovní, které ve starověku oddělovaly jednotlivé sekce města.